# Palpares fulvus
Palpares fulvus är en insektsart som beskrevs av Mclachlan 1867. Palpares fulvus ingår i släktet Palpares och familjen myrlejonsländor. Inga underarter finns listade i Catalogue of Life.